# Горний Брег
Горний Брег (серб. Горњи Брег, угор. Felsőhegy) — село в Сербії, належить до общини Сента Північно-Банатського округу в багатоетнічному, автономному краю Воєводина. Розташоване в історико-географічній області Банат.

## Населення
Населення села становить 1889 осіб (2002, перепис), з них:
- мадяри — 1835 — 97,14 %;
- серби — 24 — 1,27 %;

Решту жителів  — з десяток різних етносів, зокрема: хорвати, чорногорці, німці.